# 乌恰县
39°43′4″N 75°15′20″E / 39.71778°N 75.25556°E
乌恰县是中国新疆维吾尔自治区克孜勒苏柯尔克孜自治州所辖的一个县，是中國通公路的領土最西端。
吉根乡的斯木哈納村是中国最西部的村庄。玉其塔什草场位于乌鲁克恰提乡的喀拉克其。

## 行政区划
乌恰县下辖2个镇、9个乡：
乌恰镇、康苏镇、巴音库鲁提镇、乌鲁克恰提乡、吾合沙鲁乡、膘尔托阔依乡、黑孜韦乡、托云乡、铁列克乡、波斯坦铁列克乡和吉根乡。

## 人口
2020年末，根据第七次人口普查数据显示：全县常住人口为60912人。

## 時區
烏恰縣是全世界最西段使用UTC+8的地區。當中國標準時間（同北京时间）的時鐘指向8時00分，烏恰縣經度所在實際時間則仍為4時55分。

## 交通
- 315国道、 581国道終點。

## 参見
托云牧场